# Acalolepta aurata
Acalolepta aurata är en skalbaggsart som först beskrevs av Charles Joseph Gahan 1888.  Acalolepta aurata ingår i släktet Acalolepta och familjen långhorningar.
Artens utbredningsområde är Nepal. Inga underarter finns listade i Catalogue of Life.